# Єлкібаєво (Уфимський міський округ)
Єлкіба́єво (рос. Елкибаево, башк. Йылҡыбай) — присілок у складі Башкортостану, Росія. Входить до складу Уфимського міського округу, Калінінського району міста Уфа.
Населення — 61 особа (2010, 28 у 2002).
Національний склад:
- росіяни — 75 %